# Веснию
Веснию, Вэснию, или Васнию — река в России, протекает в Ненецком автономном округе. Устье реки находится в 295 км по правому берегу реки Шапкиной. Длина реки составляет 51 км. Самый крупный её приток — река Веснивож (Вэснивож).
В 2002 году через реку Веснию был построен автомобильный мост длиной 99 метров, по дороге, которая в будущем свяжет города Нарьян-Мар и Усинск.

## Данные водного реестра
По данным государственного водного реестра России относится к Двинско-Печорскому бассейновому округу, водохозяйственный участок реки — Печора от водомерного поста Усть-Цильма и до устья, речной подбассейн реки — бассейны притоков Печоры ниже впадения Усы. Речной бассейн реки — Печора.
Код объекта в государственном водном реестре — 03050300212103000082158.